# Hans-Peter Koppe
Hans-Peter Koppe (* 2. Februar 1958 in Leipzig) ist ein ehemaliger Ruderer aus der DDR. 1980 wurde Koppe Olympiasieger im Achter.
Der Ruderer vom SC DHfK Leipzig gewann 1975 bei den Junioren-Weltmeisterschaften im Achter und 1976 im Vierer ohne Steuermann. Bei den Olympischen Spielen 1980 in Moskau gewann der DDR-Achter in der Besetzung Bernd Krauß, Hans-Peter Koppe, Ulrich Kons, Jörg Friedrich, Jens Doberschütz, Ulrich Karnatz, Uwe Dühring und Schlagmann Bernd Höing mit Klaus-Dieter Ludwig als Steuermann mit fast drei Sekunden Vorsprung auf die zweitplatzierten Briten. Für diesen Erfolg wurde er mit dem Vaterländischen Verdienstorden in Silber ausgezeichnet. 1981 wechselten Doberschütz und Koppe in den Vierer ohne Steuermann und wurden zusammen mit Uwe Gasch und Klaus Büttner Weltmeisterschaftsdritte in München. 1982 saßen Koppe und Doberschütz wieder im DDR Achter und wurden in Luzern Vizeweltmeister.
Koppe ist Maschinenbauingenieur und arbeitet als Berater in der Solar-Branche.